# Windorf

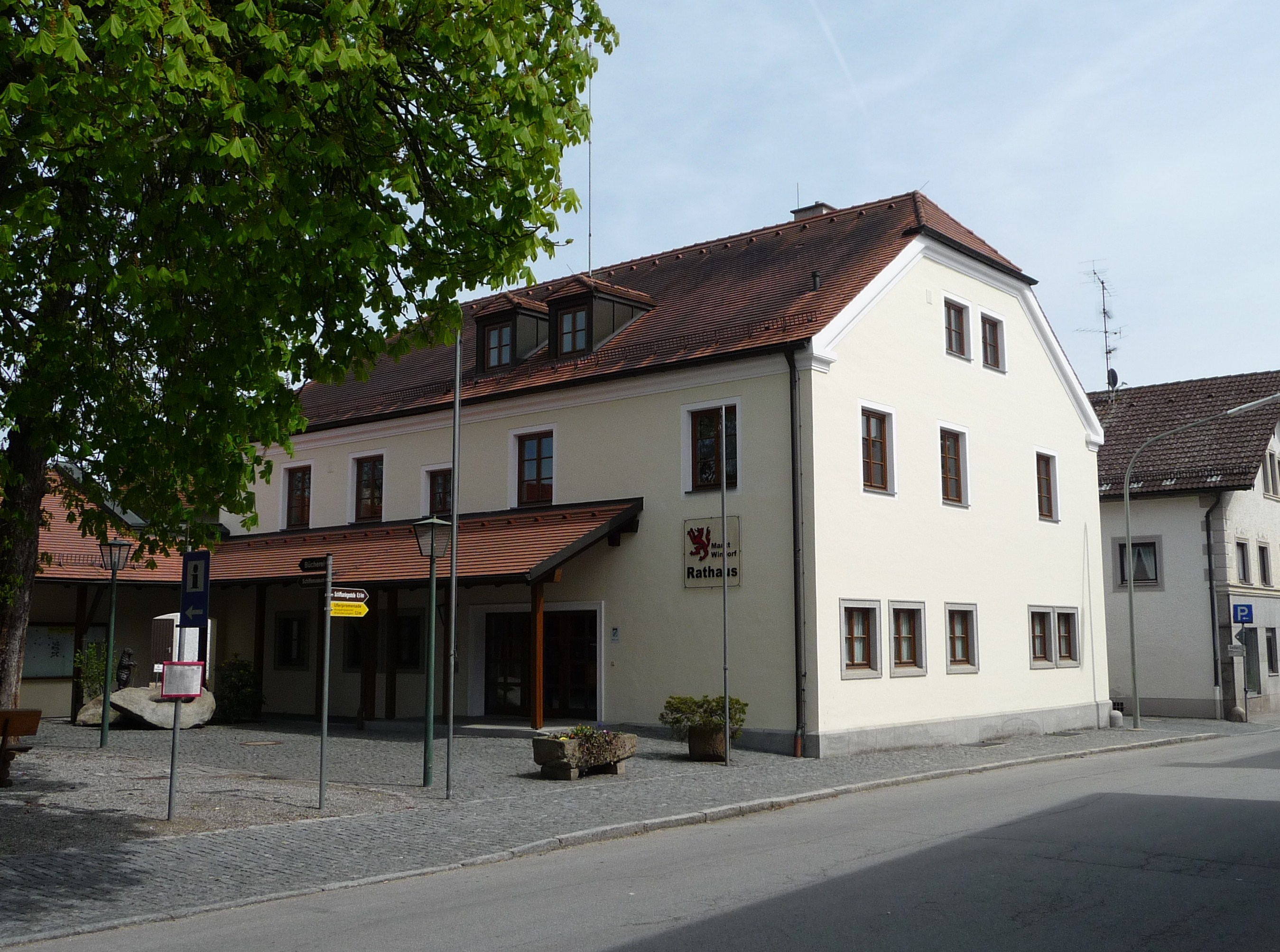
Das Rathaus von Windorf

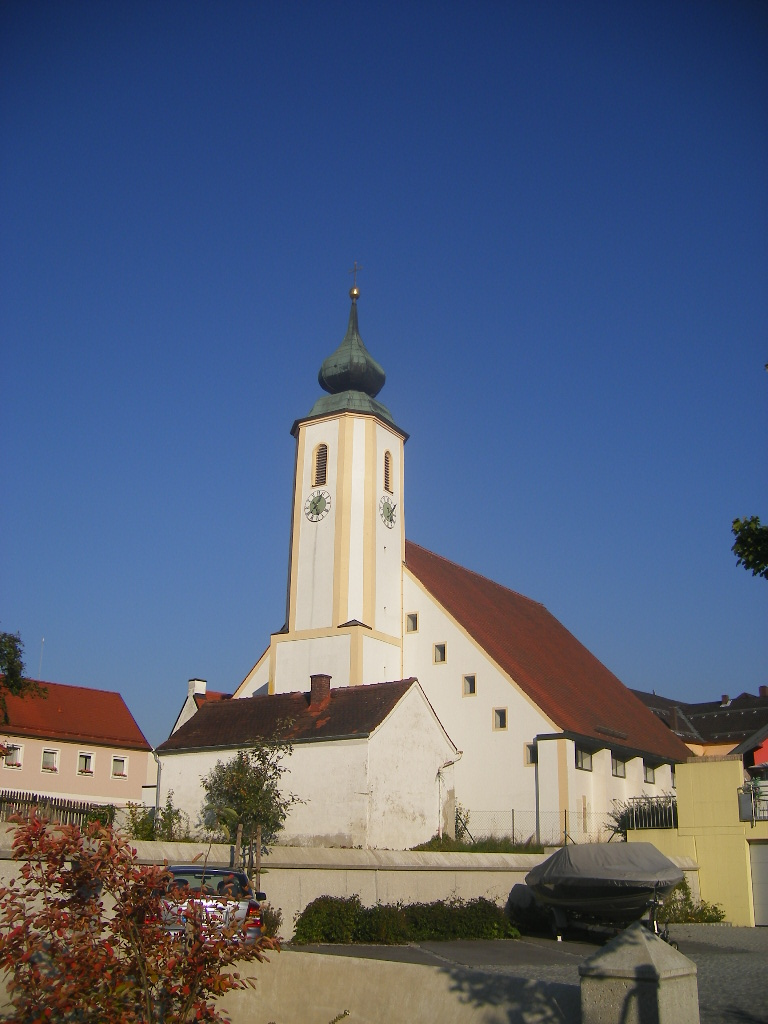
Die Pfarrkirche St. Jakobus d. Ä.

Windorf ist ein Markt im niederbayerischen Landkreis Passau und staatlich anerkannter Erholungsort.

## Geographie

### Geographische Lage
Windorf liegt in der Region Donau-Wald am nördlichen Ufer der Donau, vier Kilometer flussabwärts von Vilshofen an der Donau. Der Markt befindet sich 20 Kilometer nordwestlich von Passau, 35 Kilometer südöstlich von Deggendorf und sieben Kilometer von der Bundesautobahn 3 (Anschlussstelle Aicha vorm Wald) entfernt.

### Gemeindegliederung
Es gibt 77 Gemeindeteile:
- Aigenberg
- Anger
- Antholling
- Atzing
- Babing
- Berg
- Bertholling
- Besensandbach
- Birka
- Breiteich
- Deichselberg
- Desching
- Doblhof
- Doblmühle am Perlbach
- Doblmühle
- Ebersberg
- Edhäusl
- Edhof
- Eglsee
- Erlhof
- Fisching
- Frauendorf
- Gaishofen
- Gerading
- Gottholling
- Haberg
- Hacklsdorf
- Haitzing
- Haseneck
- Hatzing
- Hidring
- Hintergalgenberg
- Hitzing
- Höbersdorf
- Hofstetten
- Holzing
- Kading
- Kalteneck
- Kerschbaum
- Kißling
- Klinghof
- Kreiling
- Lemberg
- Naßkamping
- Neuhofen
- Oberhart
- Oberreit
- Otterskirchen
- Punzing
- Ragaul
- Rathsmannsdorf
- Ratzenleithen
- Renholding
- Rennholzberg
- Ried
- Ruhstorf
- Scheuereck
- Schönhart
- Schwarzhöring
- Seidlmühle
- Sessing
- Silling
- Socking
- Söldenham
- Solla
- Stampfing
- Steining
- Stelza
- Stetting
- Unterriegl
- Vordergalgenberg
- Walding
- Weiding
- Wilhelmhof
- Wimberg
- Wimm
- Windorf

Es gibt die Gemarkungen Otterskirchen, Windorf, Albersdorf (Teilgebiet) und Rathsmannsdorf.

### Nachbargemeinden
- Vilshofen an der Donau
- Hofkirchen
- Aicha vorm Wald
- Tiefenbach
- Passau (Stadtteil Heining, Grenze Flussmitte Donau)
- Eging am See

## Geschichte

### Bis zur Gründung der Vorläufergemeinden
Windorf wird als Winidorf erstmals im Jahre 1010 urkundlich erwähnt, als es König Heinrich II. dem Kloster Niedernburg übergab. Mit diesem gelangte es 1161 an das Hochstift Passau. Der Gemeindeteil Otterskirchen entstand schon um das Jahr 800 und wird im Jahr 1165 erstmals urkundlich erwähnt. Die Burg im Gemeindeteil Rathsmannsdorf stammt wohl aus  dem 10. Jahrhundert. Mitte des 13. Jahrhunderts wurde der Ort zum Markt erhoben.
Der Markt besaß weitgehende Rechte gegenüber dem Hochstift (Niedergericht etc.) und gehörte bis zum Reichsdeputationshauptschluss von 1803 zum Hochstift Passau. Er war einer der wenigen Teile des Hochstiftes, der bereits 1803 an Bayern fiel. Im Zuge der Verwaltungsreformen in Bayern entstanden mit dem Gemeindeedikt von 1818 die Gemeinden Rathsmannsdorf, Otterskirchen und Windorf.

### 19. und 20. Jahrhundert
In Windorf blühte noch im 19. Jahrhundert der Schiffbau (die „Schopperei“), indem hier von acht Schoppermeistern mit 130 Schopperknechten nicht weniger als 14 verschiedene Arten von Schiffen hergestellt wurden, darunter die auf der Donau weit verbreitete Waidzille. Außer aus Deutschland kamen die Aufträge besonders aus Österreich, Ungarn und Slowenien. Die Bruckzillen für die Schiffsbrücken von Pressburg und Komorn kamen bis in die 1890er Jahre aus Windorf. Erst zu Beginn der 1950er Jahre stellte der letzte Windorfer Schoppermeister seine Arbeit ein.
Bis 1972 war der Markt Teil des Landkreises Vilshofen und kam mit der Aufteilung des Landkreises Vilshofen zum Landkreis Passau. Am 1. Mai 1978 kamen Gebietsteile der aufgelösten Gemeinde Albersdorf hinzu.

### Religion
Die Bevölkerung ist überwiegend römisch-katholisch. Katholische Pfarreien gibt es in Windorf, Otterskirchen und Rathsmannsdorf. Die zuständige evangelische Pfarrei ist Vilshofen.

### Sage

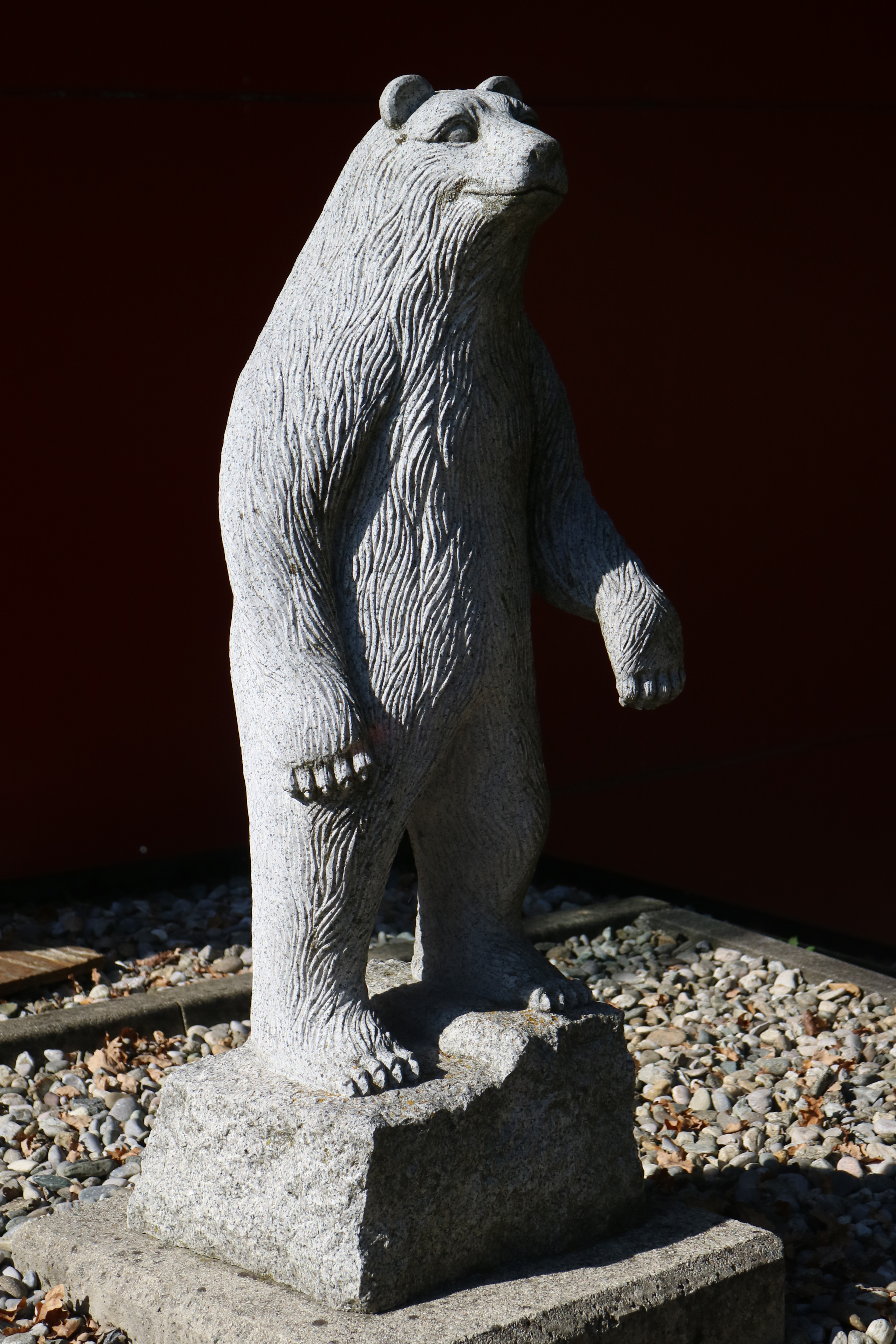
Windorfer Bär in Pirka in der Steiermark

Eine Sage berichtet vom „Windorfer Bärenfang“. Eines Tages soll ein junger Mann im Markt das Gerücht verbreitet haben, auf einem Baum bei Hacklstorf säße ein grausliches Ungetier. Er glaubte, einen Bären gesehen zu haben. Mit Dreschflegeln und Sensen bewaffnet, zogen die Marktbewohner los, um die Bestie zu erlegen. Beim Näherkommen bemerkten sie jedoch, dass es sich bei dem Bären lediglich um einen Kapuzinerbruder handelte, der sein Brevier betete und dabei Kirschen naschte. Beschämt zogen die Windorfer „Bärenfänger“ heim und mussten seither den Spott der Nachbarschaft über sich ergehen lassen.
Anlässlich der 25-jährigen Partnerschaft zwischen Windorf und der Gemeinde Pirka im österreichischen Bundesland Steiermark wurde dort 2010 eine Steinskulptur zum „Windorfer Bärenfang“ eingeweiht. Der südliche Gemeindeteil der bis Ende 2014 bestehenden Gemeinde trägt ebenfalls den Namen Windorf.

### Eingemeindungen
Im Zuge der Gebietsreform in Bayern wurden am 1. Januar 1975 wurden die Gemeinde Otterskirchen und Rathsmannsdorf eingegliedert. Ein Teil der aufgelösten Gemeinde Albersdorf kam am 1. Mai 1978 hinzu.

### Abtretungen
Am 1. Mai 1978 wurden Gebietsteile an die Nachbargemeinde Aicha vorm Wald abgetreten.

### Einwohnerentwicklung
Im Zeitraum 1988 bis 2018 wuchs der Markt von 4200 auf 4871 um 671 Einwohner bzw. um 16 %.
| Jahr | Einwohner |
| ---- | --------- |
| 1961 | 3885      |
| 1970 | 4092      |
| 1987 | 4212      |
| 1991 | 4474      |
| 1995 | 4594      |
| 2000 | 4649      |
| 2005 | 4735      |
| 2010 | 4780      |
| 2015 | 4762      |
| 2020 | 4925      |
| 2022 | 5020      |
| 2023 | 5100      |

## Politik

### Marktgemeinderat
Seit 1. Mai 2020 (Kommunalwahl vom 15. März 2020) setzt sich der Marktgemeinderat wie folgt zusammen (in Klammern die Sitze der vergangenen Amtszeit):
- CSU: 6 Sitze (7)
- SPD: 2 Sitze (3)
- Überparteiliche Wählergemeinschaft: 6 Sitze (4)
- Neue Generation: 2 Sitze (1)
- Parteilos: 0 Sitze (1)

### Bürgermeister
Erster Bürgermeister ist seit Mai 2008 Franz Langer (CSU). Er löste damit Gerhard Bernkopf (Überparteiliche Wählergemeinschaft) ab, welcher seit 1975 im Amt war.
Franz Langer wurde 2008 in der Stichwahl knapp mit 50,14 % der gültigen Stimmen gegen Josef Fischl (ÜW) gewählt, obwohl dieser nach dem ersten Wahlgang noch mit 40,55 % gegen 33,55 % in Führung lag. Am 15. März 2020 wurde Langer für eine dritte Amtszeit mit 61,2 % im Amt bestätigt.

### Wappen
Um 1835 wurde ein Gemeindewappen angenommen, das in der Bürgermeistermedaille von 1840 überliefert ist:
|  | Blasonierung: „In Silber ein steigender roter Wolf.“ |
|  |                                                      |

## Kultur und Sehenswürdigkeiten
- Schiffsmuseum in Windorf
- Kulturhaus Alte Kirche in Rathsmannsdorf
- Schloss Rathsmannsdorf
- Pfarrkirche St. Michael in Otterskirchen
- Pestsäule in Lapperding
- Längste vorgelagerte Donauinsel

## Wirtschaft und Infrastruktur

### Wirtschaft einschließlich Land- und Forstwirtschaft
2017 gab es in der Gemeinde 796 sozialversicherungspflichtige Arbeitsplätze. Von der Wohnbevölkerung standen 1889 Personen in einem versicherungspflichtigen Beschäftigungsverhältnis. Damit war die Zahl der Auspendler 1093 Personen größer als die der Einpendler. 67 Einwohner waren arbeitslos. 2016 gab es 96 landwirtschaftliche Betriebe; von der Gemeindefläche waren 2692 Hektar landwirtschaftlich genutzt.

### Verkehr
Vom Ortskern führt die Staatsstraße 2127 über Rathsmannsdorf zur rund 7 Kilometer entfernten Anschlussstelle Aicha vorm Wald der A 3. Durch Windorf verläuft außerdem die Staatsstraße 2125 entlang der Donau.

### Bildung
In Windorf gibt es folgende Einrichtungen:
- drei Kindertageseinrichtungen mit 180 genehmigten Plätzen und 137 Kindern (Stand 1. März 2018)
- Grundschule Windorf mit neun Lehrern und 164 Schülern (Schuljahr 2018/19)[10]

## Persönlichkeiten
- Hermann I. von Winzenburg (* um 1083 auf Burg Windberg bei Windorf), Graf von Formbach und Radelberg, Graf von Winzenburg, Graf von Reinhausen, Hochvogt des Klosters Corvey, Landgraf von Thüringen und Markgraf von Meißen
- Johann Evangelist Fürst (* 1784 in Frauendorf; † 1846 in Au), bayrischer Zollbeamter, Unternehmer und Autor